# La nave maledetta (film 1974)
La nave maledetta (El buque maldito) è un film del 1974 diretto da Amando de Ossorio. 
Si tratta del terzo capitolo della saga dei Templari resuscitati ciechi. Essendo ambientato in mare, è l'unico film della saga in cui i Templari non si muovono a cavallo.

## Trama
Una giovane e bella donna, Kathy, scompare misteriosamente. Noemi, coinquilina della scomparsa, si rivolge a Vanda, ricca proprietaria di un atelier di moda presso il quale Kathy lavorava come modella. Vanda riferisce a Noemi che Kathy ha di recente firmato un contratto che le consentirà di lavorare per alcuni spot pubblicitari ma, ciò, a condizione che tale lavoro si svolga in un clima di massimo riserbo. A detta di Vanda, l'allontanamento e l'irreperibilità di Kathy sono dovute a tale occasione di lavoro.
Per convincere Noemi sulla veridicità di quanto riferitole, Vanda, mette in contatto la ragazza con Tucker, responsabile dell'azienda pubblicitaria per cui lavorerebbe Kathy. L'uomo riferisce a Noemi che Kathy al momento si trova isolata in alto mare insieme ad un'altra star della moda, tale Lorena Kay. Le due modelle si manterrebbero in comunicazione Tucker via radio. Qualche giorno dopo, Kathy e Lorena, comunicano via radio a Tucker che un vascello sta loro tagliando la rotta. Nonostante le segnalazioni, la nave delle due modelle viene speronata. Le due ragazze, a seguito del guasto alla loro nave, si agganciano al veliero che le ha speronate e salgono a bordo. Da quel momento il contatto radio con Tucker è perso. Per ritrovare le due fotomodelle, Tucker e Vanda, contattano il professor Gruber, esperto mondiale di vecchie imbarcazioni.
Il professore si dimostra titubante ma, anche a seguito delle pressioni di Vanda, accetta di aiutare Tucker nel ritrovare le due ragazze. Raggiunta la nave misteriosa Tucker, Vanda, Noemi e Gruber salgono sul veliero e, quasi subito, Vanda e Noemi trovano la borsetta di Kathy. Dopo pochissimo tempo i quattro uomini scoprono, con grande raccapriccio, che la nave è infestata da Templari che, resuscitati dalle loro tombe (custodite nella stiva del veliero), seminano morte e terrore. Inoltre, la nave dei Templari, sembra viaggiare in una dimensione parallela tanto che, le varie strumentazioni in possesso di Gruber e Tucker, sembrano non funzionare più a dovere.
Ben presto gli abitanti della nave maledetta si renderanno conto di essere prigionieri di una sorta di nave fantasma, fuori dal tempo e dallo spazio e dalla quale sembra impossibile sfuggire. A ciò si aggiunge che la nave è infestata da pericolosissimi nemici. Ben presto, Noemi, viene uccisa dai Templari mentre, il professor Gruber, rinviene il diario di navigazione del vascello. Da esso si evince che, parecchi anni or sono, il vascello era di proprietà di un uomo olandese e che, a bordo della nave, si consumavano svariati riti satanici durante i quali non mancavano sacrifici umani. Da un'analisi del diario di bordo, inoltre, sembra che sulla nave sia presente un tesoro di inestimabile valore.
I sopravvissuti rinvengono in una stanza questo tesoro ma, i Templari, già responsabili della morte di Noemi, risorgono difendendo la nave e i suoi possedimenti. I Templari paiono inarrestabili anche di fronte ai colpi di pistola. L'unico mezzo per allontanare i Templari sembra una croce di fuoco che, innalzata di fronte ai Templari, ha il potere di allontanarli momentaneamente. Tucker e i compagni decidono, a quel punto, di gettare in mare le bare che ospitano i Templari. A seguito dell'eccessivo uso del fuoco, unico mezzo per allontanare i Templari, ben presto nella nave scoppia un incendio. Avvistando la terra ferma (non troppo lontana) Tucker, Vanda e Gruber si gettano a mare, ma solo Vanda e Tucker si salveranno in quanto, Gruber, è incapace di nuotare. Tucker e Vanda raggiungono esanimi la spiaggia di un'imprecisata isoletta ma, i Templari, già gettati a mare nelle proprie bare, riusciranno a liberarsi e raggiungeranno la terra ferma della desolata isola trucidando i due sopravvissuti.

## Film della saga dei "resuscitati ciechi"
- Le tombe dei resuscitati ciechi (1971)
- La cavalcata dei resuscitati ciechi (1973)
- La nave maledetta (1974)
- La notte dei resuscitati ciechi (1975)